# دار نينوى
دار نينوى هي دار سورية للدراسات والنشر والتوزيع، تأسست في دمشق عام 1999، صاحبها ومديرها الكاتب والصحفي السوري أيمن الغزالي. تهتم بإصدار الكتب الإبداعية والمترجمة، ذات المحتوى الفكري التاريخي، أو المعاصر سواء كان معرفيا أو دينيا أو عقائديا، مما يعالج قضايا أساسية في حياة الإنسان العربي، إلى جانب الأدب بشكل عام (الرواية، الشعر، القصة، المسرح) كإبداع ونقد.
لدى الدار فرع خاص لإنتاج الكتب الفنية، التي تتعلق بالهندسة والعمارة والتصميم والفن بكل أشكاله. كما يوجد قسم من منشوراتها للكتب التراثية المتعلقة بالتصوف.

## أبرز المنشورات
- كتاب «حكايا مُحرّمة» في التوراة للمؤلف جوناثان كيرتش، ترجمه من الإنكليزية: نذير جزماتي، عام 2004- حاصل على جائزة الشارقة لأفضل كتاب.
- رواية «ورّاق الحُب» للروائي خليل صويلح، عام 2008[3]
- كتاب «صدمة الحداثة في اللغة العربية» لأسعد عرابي، عام 2008
- كتاب «في أثر الفلسفة الإسلامية المشرقية» لـ د. ياسين حسين الويسي، عام 2008
- كتاب «الذهنية العربية» لـ د. حسن حميد، عام 2009
- كتاب «إله الأشياء الصغيرة» لـ أرندوتي، وترجمه من الإنكليزية: طاهر البربري، عام 2009
- كتاب «بارتلبي النسّاخ» لـ هرمان ملفيل، ترجمته من الإنكليزية: زوينه آل تويه، عام 2010
- كتاب «شيفرة بابل»، لـ أوفة شومبورغ، ترجمته من الألمانية: هدى الخطيب، عام 2012
- كتاب «عشق السكون.. كل امرأة هاجر»، لـ نورية تشالاغان، ترجمه من التركية: أحمد إبراهيم، عام 2013
- كتاب «ثورات»، لـ لوكليزيو، ترجمته من الفرنسية: بشرى أبو قاسم، عام 2014
- كتاب «داغستان بلدي» لرسول حمزاتوف، ترجمه من الروسية: عبد المعين الملوحي ويوسف حلاق، عام 2015
- كتاب «بحثاً عن الشمس»، لـ عطالله تديّن، ترجمه من الفارسية: أ.د. عيسى العاكوب، عام 2015
- كتاب «من الجنس إلى الألوهة»، لـ جورج أدوم، ترجمه من البرتغالية: نبيل سلامة، عام 2016
- كتاب «جنس ثالث»، لـ جسيكا سشيفاور، ترجمته من السويدية: أثمار عبّاس، عام 2016
- كتاب «عشق سرّي»، لـ أريتانا أرميني، ترجمته من الإيطالية: د.أسماء غريب، عام 2017
- ديوان «المثنوي المعنوي» لجلال الدين الرومي، بترجمة جديدة للدكتور علي زليخة، عام 2017
- شرح «ديوان ابن الفارض»، لعبد الغني النابلسي، دراسة وتحقيق: خالد الزرعي، عام 2017

## وصلات خارجية
- موقع دار نينوى الإلكتروني.